# Universidade Nazarena de Point Loma
A Universidade Nazarena de Point Loma (em inglês:  Point Loma Nazarene University) é uma universidade cristã de artes liberais dos Estados Unidos fundada em 1902 pelo Superintendente Phineas F. Bresee, da Igreja do Nazareno. O campus localiza-se no distrito de Point Loma, em San Diego, Califórnia.